# Mabel Normand
Pour les articles homonymes, voir Normand.
Mabel Normand, née le 9 novembre 1892 à New Brighton (État de New York) et morte le 23 février 1930 à Monrovia (Californie), est une actrice, réalisatrice, scénariste et productrice américaine. Elle est la seule star féminine de l'âge d'or du burlesque.

## Biographie

### Débuts
Mabel Normand fait ses débuts au cinéma en 1910 à la Vitagraph. Mais sa carrière ne commence réellement qu'avec D.W. Griffith et les studios Biograph. En 1912, elle tourne dans A Dash Through The Clouds de Mack Sennett et c'est la première fois qu'une actrice est filmée dans un avion. Sennett la fait travailler dans de petites comédies à la Biograph. Cette même année, alors que Sennett fonde la Keystone Company en Californie, Normand décide de le suivre. Elle s'intéresse à la direction d'acteurs, et n'a que vingt ans lorsqu'elle codirige des films avec lui, avec la jeune vedette Charlie Chaplin : c'est notamment Charlot et le Mannequin (Mabel's Married Life) et Charlot garçon de café (Caught in a Cabaret). Loin de s'éloigner du métier de comédienne, elle est Mickey dans le film homonyme de F. Richard Jones et James Young, long métrage dramatique qui lui amène le succès en 1918. Elle a alors à cette époque quitté Sennett pour signer avec la Goldwyn Pictures Corporation.

### Scandales et déclin

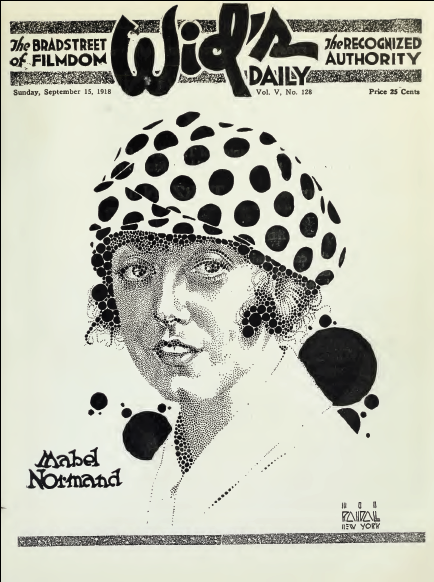
Mabel Normand en couverture de Film Daily (1918).

Mabel Normand a déjà produit dix-huit films lorsqu'elle revient aux studios de la Keystone pour le film Molly O' en 1921. C'est alors qu'arrive le scandale qui mettra un terme à sa carrière : son implication dans un meurtre. Le metteur en scène William Desmond Taylor est retrouvé assassiné. Or l'enquête démontre que Mabel Normand est la dernière personne à l'avoir vu vivant. Le mode de vie excentrique de l'actrice est aussi en cause dans une autre affaire. Le chauffeur de Normand a tiré et blessé un magnat du pétrole avec le pistolet de l'actrice. Des pressions affluent alors de toutes parts pour éloigner l'actrice des studios, mais Sennett ne l'abandonne pas et, après maints efforts, il sort The Extra Girl en 1923. Peu après, sans doute las de ces scandales, Sennett finit par la lâcher lorsqu'elle est impliquée dans une histoire de divorce. Normand tournera encore quelques films avec Hal Roach et épousera en 1926 un de ses anciens partenaires, l'acteur Lew Cody, qui tenait à ses côtés le rôle principal masculin de Mickey.
Elle meurt le 23 février 1930 de la tuberculose, à Monrovia en Californie. Elle est enterrée à Los Angeles.

## Filmographie

### Comme actrice

#### Vitagraph
- 1910 : Indiscretions of Betty
- 1910 : Over the Garden Wall
- 1911 : Saved from Herself
- 1911 : The Diamond Star : invitée au dîner
- 1911 : A Tale of Two Cities
- 1911 : Betty Becomes a Maid : Betty
- 1911 : Troublesome Secretaries : Betty, sa sœur
- 1911 : Picciola; or, The Prison Flower : Picciola
- 1911 : His Mother : fiancée de Donald
- 1911 : When a Man's Married His Trouble Begins : Mabel, femme de Jack
- 1911 : A Dead Man's Honor
- 1911 : The Changing of Silas Marner
- 1911 : Two Overcoats
- 1911 : The Subduing of Mrs. Nag : Miss Prue, la sténographe
- 1911 : The Strategy of Ann
- 1911 : The Diving Girl : la Nièce
- 1911 : How Betty Won the School : Betty

#### Biograph
- 1911 : The Baron de Mack Sennett : l'héritière
- 1911 : The Squaw's Love de D.W. Griffith : Wild Flower
- 1911 : The Revenue Man and the Girl de D.W. Griffith
- 1911 : Her Awakening de D.W. Griffith : la fille
- 1911 : The Making of a Man de D.W. Griffith
- 1911 : Italian Blood de D.W. Griffith
- 1911 : The Unveiling de D.W. Griffith : l'actrice
- 1911 : Through His Wife's Picture de Mack Sennett : l'épouse
- 1911 : The Inventor's Secret de Mack Sennett
- 1911 : Their First Divorce Case de Mack Sennett (non créditée, non confirmée)
- 1911 : A Victim of Circumstances de Mack Sennett
- 1911 : Why He Gave Up : The Wife de Henry Lehrman et Mack Sennett
- 1911 : Saved from Himself : The Stenographer de D.W. Griffith
- 1912 : Race for a Life de ?
- 1912 : Kings Court (????) attribué à la Keystone (!)
- 1912 : The Eternal Mother de D.W. Griffith : Mary, la femme
- 1912 : Did Mother Get Her Wish? de Mack Sennett
- 1912 : The Mender of Nets de D.W. Griffith
- 1912 : The Engagement Ring de Mack Sennett : Alice
- 1912 : The Fatal Chocolate de Mack Sennett : la citadine
- 1912 : A Spanish Dilemma de Mack Sennett : la jeune fille
- 1912 : Hot Stuff de Mack Sennett : la petite amie de Hank
- 1912 : A Voice from the Deep de Mack Sennett (non créditée, non confirmée)
- 1912 : Oh, Those Eyes de Mack Sennett : Gladys
- 1912 : Help! Help! de Mack Sennett : Mrs. Suburbanite
- 1912 : The Brave Hunter de Mack Sennett : la femme
- 1912 : The Fickle Spaniard de Dell Henderson et Mack Sennett : Marcelle
- 1912 : The Furs de Mack Sennett
- 1912 : When Kings Were the Law (pt) de D.W. Griffith : au tribunal (non créditée)
- 1912 : Helen's Marriage de Mack Sennett : Helen
- 1912 : Tomboy Bessie de Mack Sennett : Bessie, le garçon manqué
- 1912 : Neighbors de Mack Sennett : la femme de la première famille française
- 1912 : Katchem Kate de Mack Sennett : Kate
- 1912 : The New Baby de Mack Sennett
- 1912 : A Dash Through the Clouds de Mack Sennett : Josephine
- 1912 : What the Doctor Ordered de Mack Sennett : la fille de Jenks
- 1912 : The Tourists de Mack Sennett : une touriste
- 1912 : Tragedy of the Dress Suit (it) de Mack Sennett : l'héritière
- 1912 : An Interrupted Elopement (it) de Mack Sennett : Alice, la petite amie de Bob
- 1912 : Mr. Grouch at the Seashore de Dell Henderson
- 1912 : He Must Have a Wife (it) de Mack Sennett : la fille

#### The Keystone Film Company
- 1912 : Cohen Collects a Debt (it) de Mack Sennett
- 1912 : La Sirène : Vénus plongeant
- 1912 : The New Neighbor (it) de Mack Sennett
- 1912 : Stolen Glory (it) de Mack Sennett
- 1912 : Pedro's Dilemma de Mack Sennett
- 1912 : The Beating He Needed de Mack Sennett
- 1912 : The Flirting Husband (it) de Mack Sennett
- 1912 : Ambitious Butler (it) de Mack Sennett
- 1912 : Amour et Explosifs
- 1912 : At Coney Island (en) de Mack Sennett
- 1912 : Mabel's Lovers (en) de Mack Sennett : Mabel
- 1912 : At It Again de Mack Sennett : Mrs. Smith
- 1912 : A Temperamental Husband (it) de Mack Sennett
- 1912 : The Deacon's Troubles (it) de Mack Sennett
- 1912 : The Rivals de Mack Sennett
- 1912 : Mr. Fix-It (it) de Mack Sennett
- 1912 : A Desperate Lover
- 1912 : Pat's Day Off (it) de Mack Sennett
- 1912 : Brown's Seance
- 1912 : A Midnight Elopement (it) de Mack Sennett
- 1912 : A Family Mixup (it) de Mack Sennett
- 1912 : Mabel's Adventures (en) de Mack Sennett : Mabel
- 1912 : The Drummer's Vacation
- 1912 : Mabel's Stratagem : Mabel
- 1912 : The Duel
- 1913 : Teddy Tetzlaff and Earl Cooper
- 1913 : Saving Mabel's Dad (pt) de Mack Sennett
- 1913 : A Double Wedding (it) de Mack Sennett
- 1913 : The Cure That Failed (it) de Mack Sennett
- 1913 : For Lizzie's Sake (it) de Mack Sennett
- 1913 : The Mistaken Masher (it)
- 1913 : The Deacon Outwitted (it)
- 1913 : Just Brown's Luck (it)
- 1913 : Brothers
- 1913 : Just Brown's Luck (it)
- 1913 : Heinze's Resurrection (it)
- 1913 : Mabel's Heroes (it)
- 1913 : A Tangled Affair
- 1913 : The Professor's Daughter (it)
- 1913 : A Red Hot Romance (it)
- 1913 : A Doctored Affair (it)
- 1913 : The Sleuths at the Floral Parade (it)
- 1913 : The Rural Third Degree
- 1913 : Mabel en soirée
- 1913 : The Two Widows
- 1913 : Foiling Fickle Father
- 1913 : Love and Pain
- 1913 : The Rube and the Baron
- 1913 : Near to Earth (en)
- 1913 : At Twelve O'Clock
- 1913 : On His Wedding Day de Mack Sennett : la mariée
- 1913 : Her New Beau
- 1913 : Hide and Seek
- 1913 : Those Good Old Days
- 1913 : Father's Choice (it) de Henry Lehrman
- 1913 : Bangville Police de Henry Lehrman : la jeune fille
- 1913 : That Ragtime Band : Mabel
- 1913 : A Little Hero
- 1913 : Mabel's Awful Mistakes (en)
- 1913 : Hubby's Job
- 1913 : The Foreman of the Jury (en)
- 1913 : Barney Oldfield's Race for a Life : Mabel
- 1913 : Passions, He Had Three
- 1913 : The Speed Queen
- 1913 : The Hansom Driver
- 1913 : The Waiters' Picnic (en) de Mack Sennett
- 1913 : For the Love of Mabel de Henry Lehrman : Mabel
- 1913 : The Telltale Light
- 1913 : Mabel au fond de l'eau (A Noise from the Deep)
- 1913 : Love and Courage (en)
- 1913 : Professor Bean's Removal
- 1913 : The Riot (en)
- 1913 : Baby Day
- 1913 : Le Héros de Mabel (Mabel's New Hero)
- 1913 : Mabel fait du cinéma (Mabel’s Dramatic Career) : Mabel, la cuisinière
- 1913 : La Reine des bohémiens (The Gypsy Queen)
- 1913 : The Faithful Taxicab
- 1913 : When Dreams Come True (en) de Mack Sennett
- 1913 : The Bowling Match
- 1913 : A Healthy Neighborhood
- 1913 : The Speed Kings : Mabel
- 1913 : Fatty at San Diego : Mabel
- 1913 : Love Sickness at Sea
- 1913 : A Muddy Romance
- 1913 : Cohen Saves the Flag (en)
- 1913 : The Gusher
- 1913 : Fatty's Flirtation
- 1913 : Zuzu, the Band Leader
- 1913 : Charlot boxeur (The Champion)
- 1914 : A Missing Bride
- 1914 : A Misplaced Foot (en)
- 1914 : Mack at It Again
- 1914 : A Glimpse of Los Angeles
- 1914 : Mabel's Stormy Love Affair
- 1914 : Les Bandits du village (In the Clutches of the Gang) de George Nichols (non créditée - non confirmée)
- 1914 : Won in a Closet
- 1914 : Mabel's Bare Escape
- 1914 : L'Étrange Aventure de Mabel (Mabel's Strange Predicament) : Mabel
- 1914 : Charlot et le Parapluie (Between Showers)
- 1914 : Charlot fait du cinéma (A Film Johnnie) : Mabel
- 1914 : Mabel au volant (Mabel at the Wheel) : Mabel
- 1914 : Where Hazel Met the Villain (en)
- 1914 : Caught in a Cabaret : Mabel
- 1914 : Love, Luck and Gasoline
- 1914 : A Gambling Rube
- 1914 : Mabel's Nerve : Mabel
- 1914 : L'Alarme des pompiers (The Alarm) de Roscoe Arbuckle
- 1914 : The Fatal Mallet : Mabel
- 1914 : Le Flirt de Mabel (Her Friend the Bandit) : Mabel
- 1914 : Charlot et les Saucisses (Mabel's Busy Day) de Mack Sennett : Mabel
- 1914 : Charlot et le Mannequin (Mabel's Married Life) de Charlie Chaplin et Mabel Normand : Mabel
- 1914 : Mabel's New Job (en)
- 1914 : Fatty aviateur (en) (The Sky Pirate)
- 1914 : Those Country Kids (en)
- 1914 : Mabel's Latest Prank
- 1914 : Hello, Mabel (en)
- 1914 : Mabel's Blunder : Mabel, la fille au bureau
- 1914 : Charlot et Mabel aux courses (Gentlemen of Nerve) : Mabel
- 1914 : Lovers' Post Office
- 1914 : His Trysting Place : Mabel, sa femme
- 1914 : An Incompetent Hero
- 1914 : Le Roman comique de Charlot et Lolotte (Tillie's Punctured Romance) de Mack Sennett : la petite amie complice
- 1914 : How Heroes Are Made
- 1914 : Fatty's Wine Party
- 1914 : The Sea Nymphs de Fatty Arbuckle
- 1914 : Fatty anarchiste (en) (Shotguns That Kick)
- 1914 : Charlot et Mabel en promenade (Getting Acquainted) : la femme d'Ambrose
- 1915 : Fatty et Mabel se marient (en) : Mabel
- 1915 : Rum and Wall Paper
- 1915 : Their Social Splash d'Arvid E. Gillstrom et F. Richard Jones (non créditée)
- 1915 : La Lessive de Mabel (en) : Mabel
- 1915 : Mabel épouse Fatty (Mabel, Fatty and the Law) : la femme de Fatty
- 1915 : Mabel and Fatty's Simple Life (en) : Mabel
- 1915 : Fatty and Mabel at the San Diego Exposition : Mabel
- 1915 : Fatty et Mabel à l'opéra (en) de Roscoe Arbuckle : l'épouse
- 1915 : Fatty à la recherche de Mabel (Wished on Mabel) : Mabel
- 1915 : Mabel's Wilful Way : Mabel
- 1915 : Mabel Lost and Won
- 1915 : Mabel institutrice : la petite enseignante
- 1915 : My Valet : la fille
- 1915 : Stolen Magic
- 1916 : Fatty et Mabel à la mer (Fatty and Mabel Adrift) : Mabel
- 1916 : Fatty et Mabel visitent l'exposition (en) : Mabel
- 1916 : Le Cauchemar de Fatty (He Did and He Didn't) de Roscoe Arbuckle : la femme du docteur
- 1916 : Bright Lights (en)

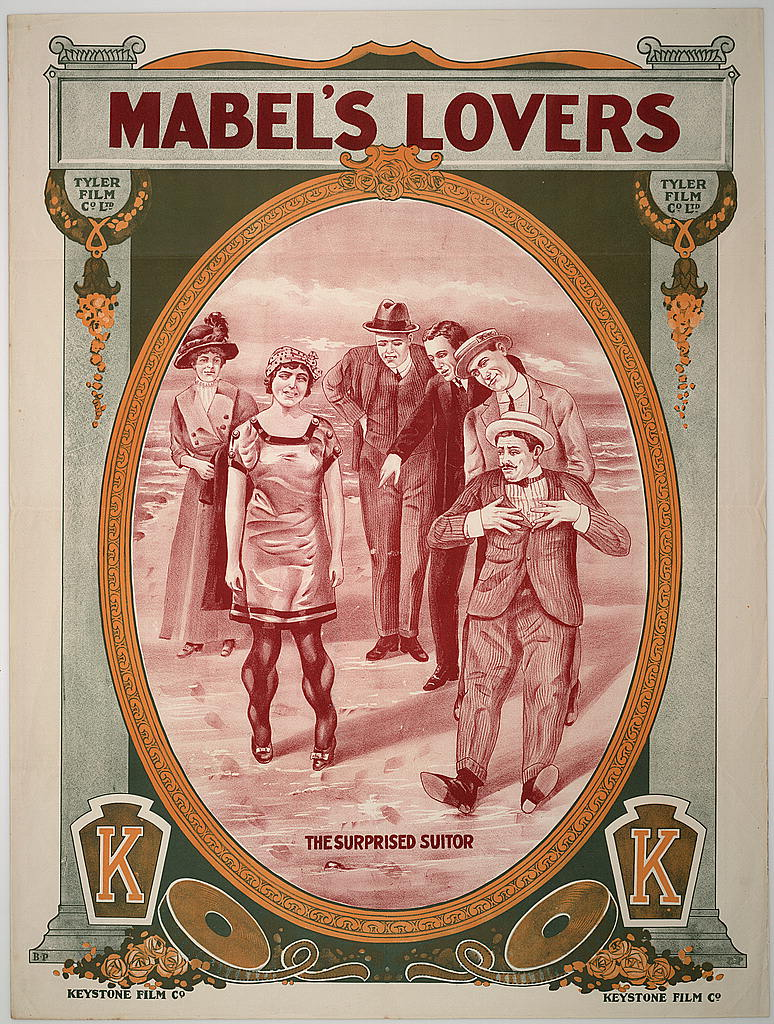
Mabel's Lovers (1912)
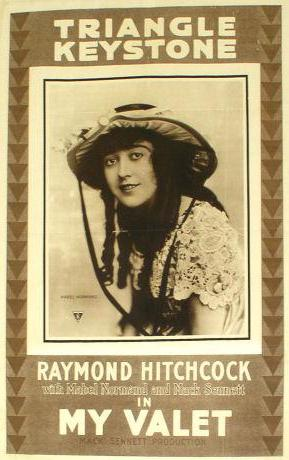
My Valet (1915)
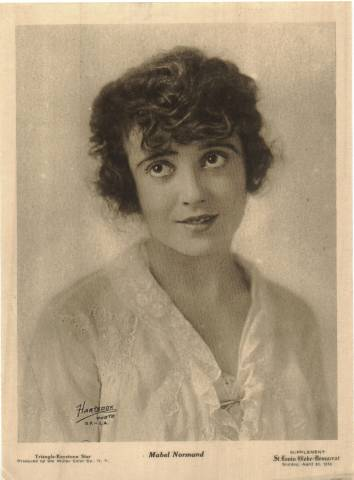
(Hartsook Photo, 1916)

#### Goldwyn Pictures Corporation
- 1918 : Stake Uncle Sam to Play Your Hand
- 1918 : Dodging a Million (en) : Arabella Flynn
- 1918 : The Floor Below : Patricia O'Rourke
- 1918 : Joan of Plattsburg : Joan
- 1918 : The Venus Model de Clarence G. Badger : Kitty O'Brien
- 1918 : Back to the Woods : Stephanie Trent
- 1918 : Mickey de F. Richard Jones et James Young : Mickey (Mabel Normand Feature Film Company)
- 1918 : Le Petit Démon du village (Peck's Bad Girl) de Charles Giblyn : Minnie Penelope Peck
- 1918 : A Perfect 36 : Mabel
- 1919 : Sis Hopkins de Clarence G. Badger : Sœur Hopkins
- 1919 : The Pest de Christy Cabanne : Jigs
- 1919 : When Doctors Disagree : Millie Martin
- 1919 : Upstairs : Elsie MacFarland
- 1919 : Jinx (The Jinx)
- 1920 : Pinto (Pinto)
- 1919 : La princesse est trop maigre (The Slim Princess) de Victor Schertzinger : Kalora
- 1919 : What Happened to Rosa : Mayme Ladd / Rosa Alvaro
- 1922 : Head Over Heels : Tina

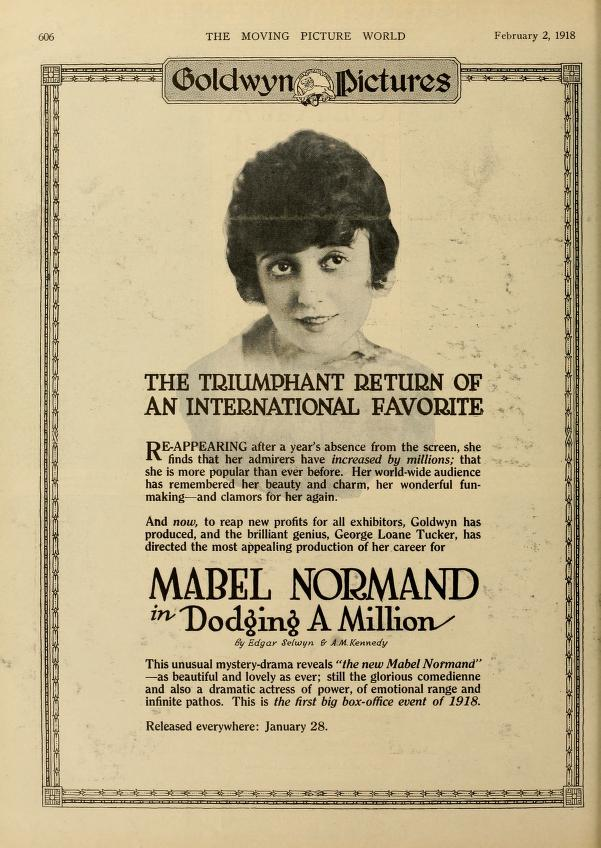
Dodging a Million (1918)
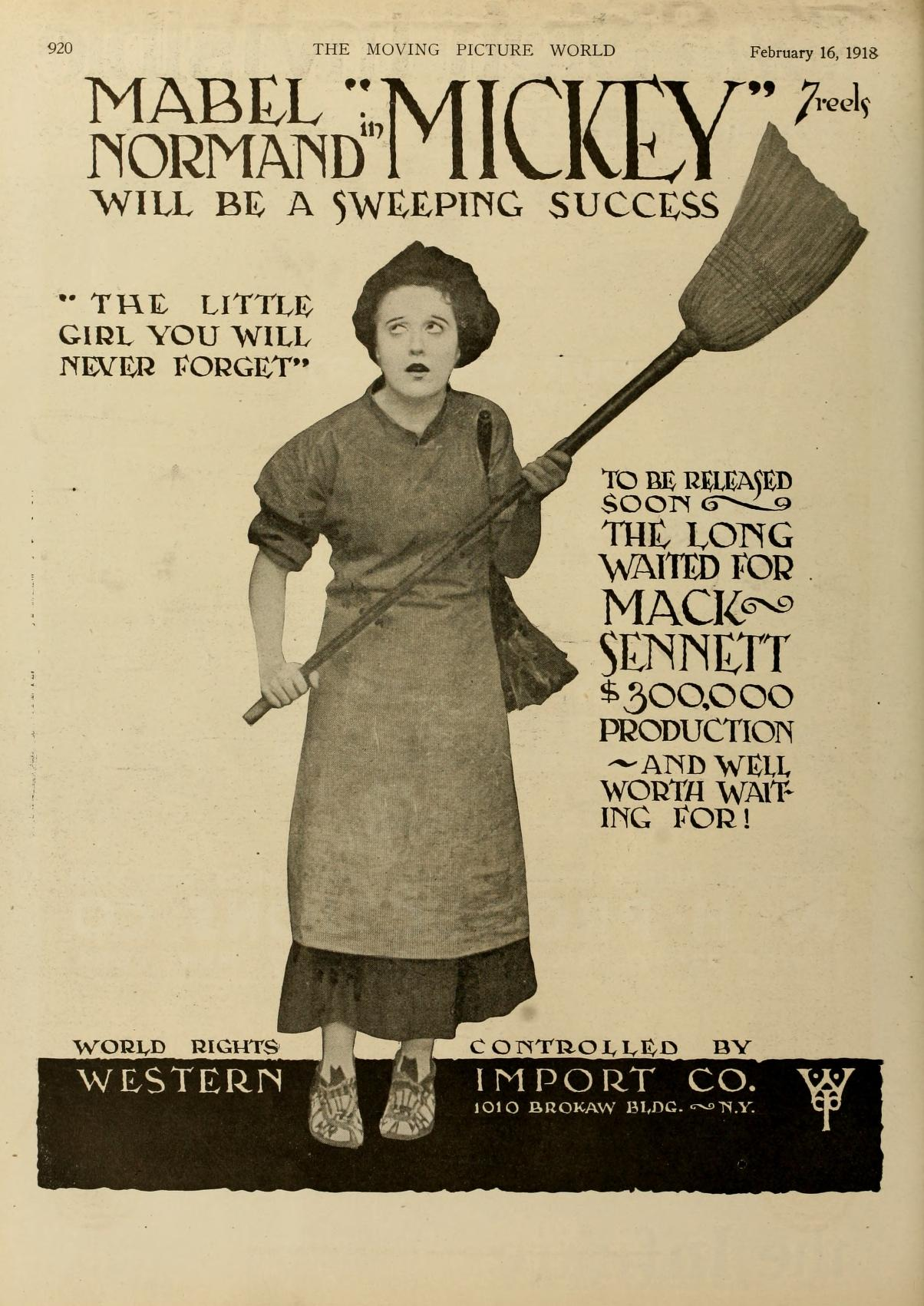
Mickey (1918)
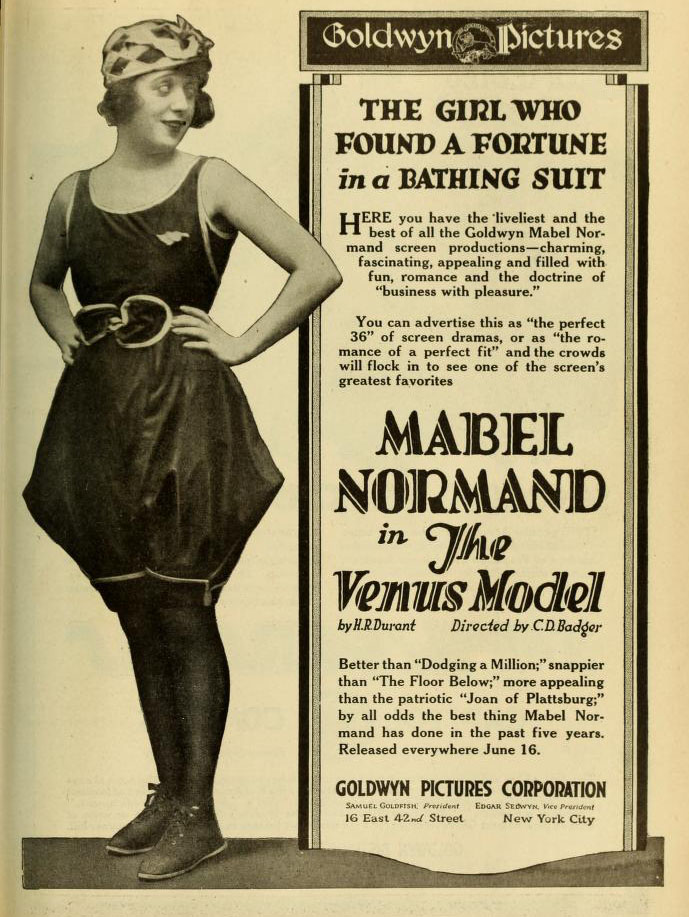
The Venus Model (1918)
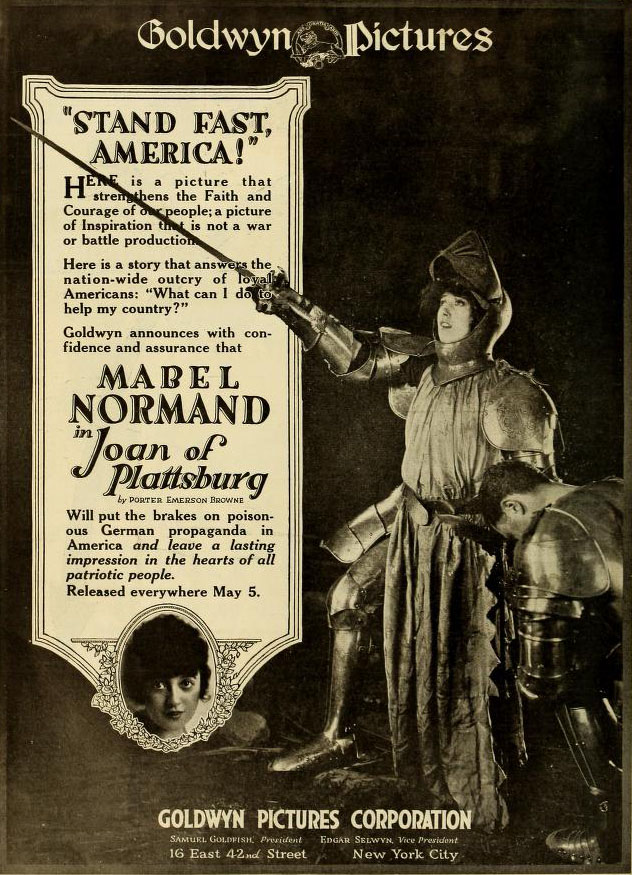
Joan of Plattsburg (1918)
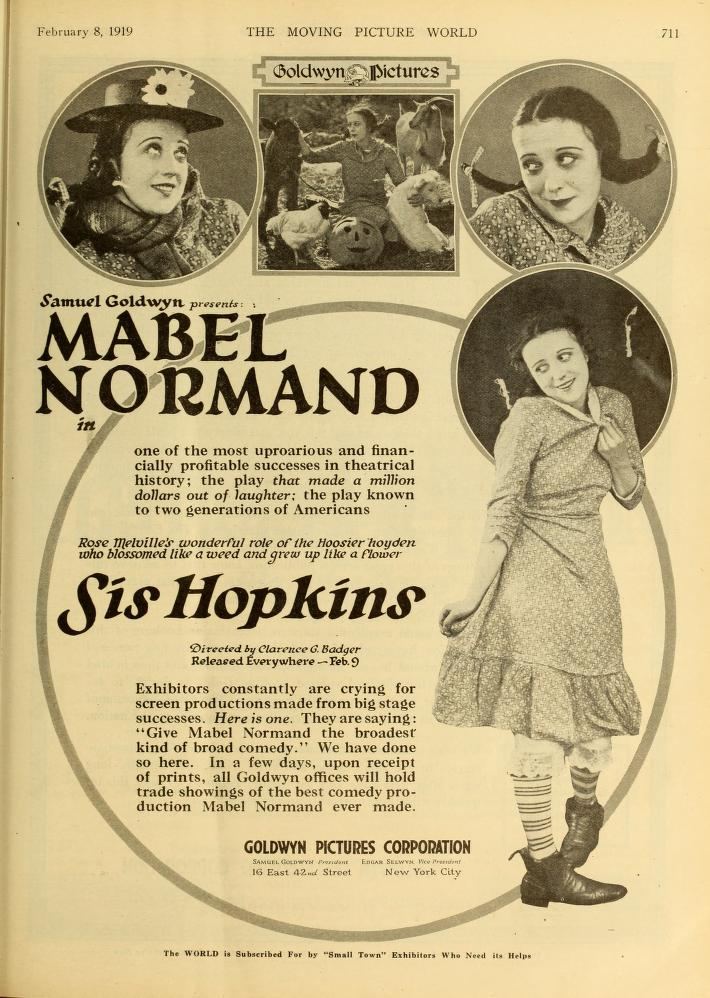
Sis Hopkins (1919)
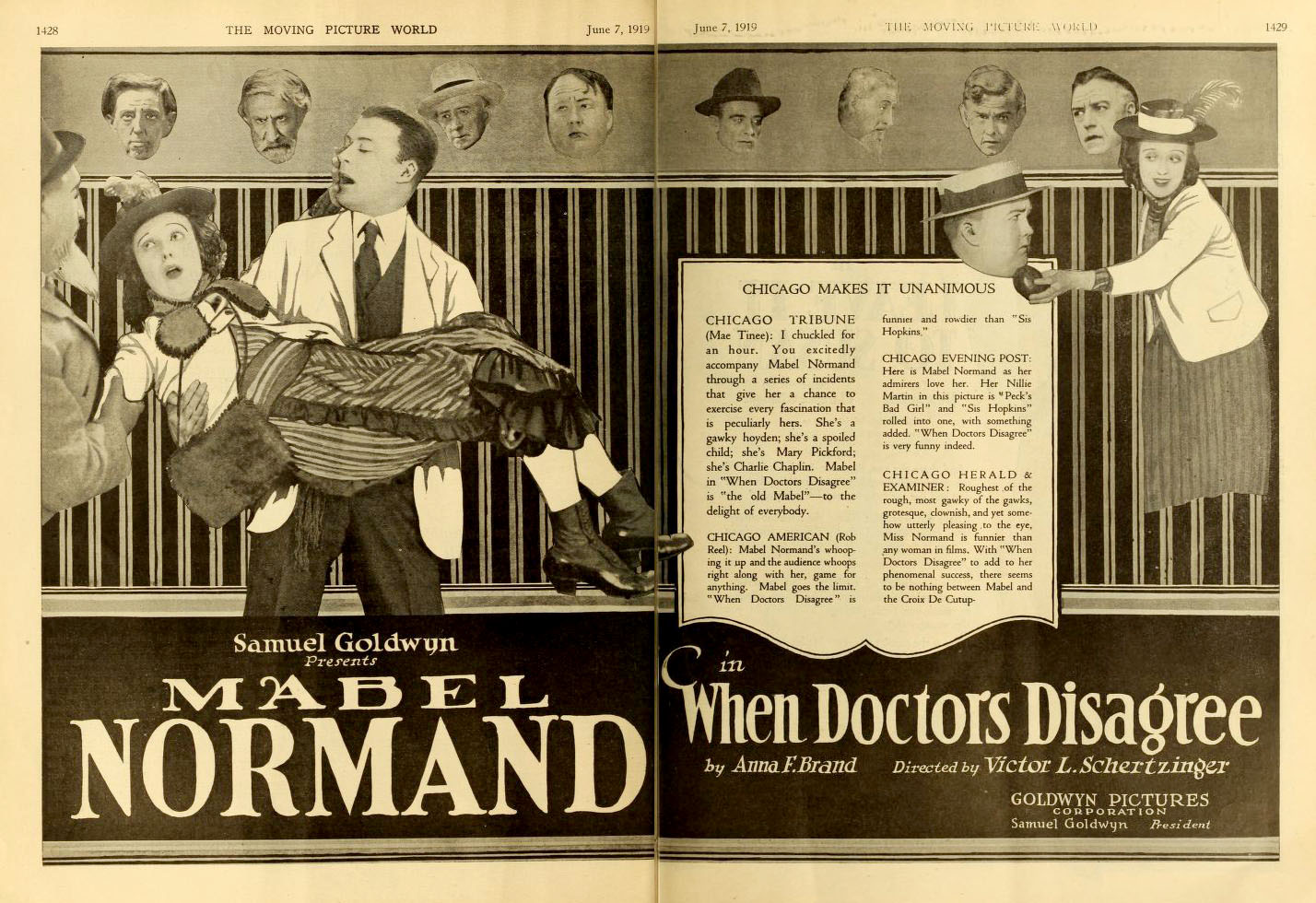
When Doctors Disagree (1919)
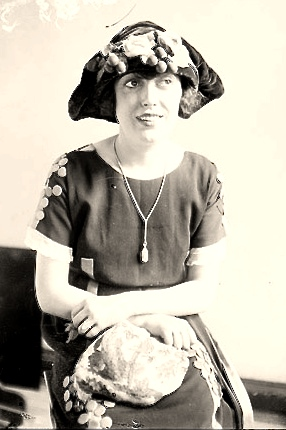
En 1921.

#### Divers
- 1921 : Rêve de seize ans (Molly O') de F. Richard Jones : Molly O' (Mack Sennett & Mabel Normand Productions)
- 1922 : Oh, Mabel Behave de Mack Sennett : la fille de l'aubergiste (Triangle Film Corporation)
- 1923 : Suzanna de F. Richard Jones : Suzanna (Mack Sennett Comedies)
- 1923 : The Extra Girl de F. Richard Jones : Sue Graham (Mack Sennett Comedies)
- 1926 : Raggedy Rose de Richard Wallace : Raggedy Rose (Hal Roach Studios)
- 1926 : The Nickel-Hopper de F. Richard Jones et Hal Yates : Paddy (Hal Roach Studios)
- 1927 : Anything Once! de F. Richard Jones et Hal Yates (Hal Roach Studios)
- 1927 : Should Men Walk Home? de Leo McCarey : la bandite (Hal Roach Studios)
- 1927 : One Hour Married de Jerome Strong et Hal Yates (Hal Roach Studios)

### Comme réalisatrice
- 1913 : Foiling Fickle Father
- 1914 : Won in a Closet
- 1914 : Mabel's Bare Escape
- 1914 : Love and Gasoline
- 1914 : Mabel au volant (Mabel at the Wheel)
- 1914 : Caught in a Cabaret
- 1914 : Le Flirt de Mabel (Her Friend the Bandit)
- 1914 : L'Étrange Aventure de Mabel ou Charlot à l'hôtel (Mabel's Strange Predicament)
- 1914 : Mabel's New Job (en)
- 1914 : Mabel's Latest Prank
- 1914 : Hello, Mabel (en)
- 1914 : Mabel's Blunder
- 1915 : Fatty à la recherche de Mabel (Wished on Mabel)
- 1915 : Mabel and Fatty Viewing the World's Fair at San Francisco
- 1915 : Mabel Lost and Won

### Comme scénariste
- 1912 : The Engagement Ring
- 1912 : Tragedy of the Dress Suit
- 1914 : Caught in a Cabaret
- 1914 : Charlot et les Saucisses (Mabel's Busy Day)
- 1914 : Charlot et le Mannequin (Mabel's Married Life)

### Comme productrice
- 1918 : Mabel